# KOI-3456.02
KOI-3456.02 es el segundo exoplaneta encontrado más parecido a la Tierra. Su existencia se encuentra pendiente de confirmación, aunque el telescopio Kepler ha registrado dos tránsitos hasta la fecha.[¿cuándo?]
Según el archivo de la NASA, de confirmarse su presencia, KOI-3456.02 contaría con un IST del 93 %, el segundo mayor detectado hasta el momento, detrás de KOI-4878.01 que cuenta con un IST del 98 %.
El último tránsito dado se dio el 25 de octubre de 2020.